# Yocón
Yocón är en kommun i Honduras.   Den ligger i departementet Departamento de Olancho, i den centrala delen av landet, 100 km norr om huvudstaden Tegucigalpa. Antalet invånare är 9 153.